# Відносини В'єтнам — Європейський Союз
Дипломатичні зв’язки між В'єтнамом (офіційно «Соціалістична Республіка В’єтнам») та Європою були встановлені в жовтні 1990 з тодішнім Європейським економічним співтовариством (ЄЕС), попередником Європейського Союзу. Рамкова угода про співпрацю була підписана після першого засідання Спільного комітету в 1996 році.

## Історії
Відносини між європейськими країнами та В’єтнамом сягають колоніального періоду в 15 столітті, з першими контактами між португальськими, італійськими, британськими та французькими торговцями. З 1887 по 1954 рік В'єтнам перебував під владою Франції.

## Угода про вільну торгівлю
Вже в 2012 році була укладена угода про співпрацю («Всебічне партнерство та співробітництво»). Після майже трьох років переговорів угода про вільну торгівлю була офіційно оголошена в грудні 2015 року, хоча вона не набула чинності одразу. 30 червня 2019 року між двома сторонами було підписано Угоду про вільну торгівлю та Угоду про захист інвестицій. Сама Угода про вільну торгівлю («Угода про вільну торгівлю між Європейським Союзом та Соціалістичною Республікою В’єтнам», англійською «EU–Vietnam Free Trade Agreement», EVFTA) була схвалена Європейським парламентом 12 лютого 2020 року, а також EVFTA та Угода про захист інвестицій (EVIPA) була ратифікована Національними зборами В'єтнаму 8 червня 2020 року. Положення про захист інвестицій ще мають бути ратифіковані європейськими державами-членами.
Одним із каменів спотикання була турбота Європи про права людини, зокрема профспілки в'єтнамських робітників. Незважаючи на те, що для цього в договір включено достатні офіційні гарантії, багато чого залежить від правильного застосування на практиці.
У 2016 році ЄС був третім за величиною торговим партнером В’єтнаму (після Китаю та США) і другим за величиною експортним ринком для в’єтнамської продукції.